# Siarhei Azàrau
Siarhei Mikalàievitx Azàrau (belarús: Сяргей Мікалаевіч Азараў; rus: Серге́й Николаевич Азаров) (Minsk,19 de maig de 1983) és un jugador d'escacs belarús. Va rebre el títol de Gran Mestre el 2003.
A la llista d'Elo de la FIDE del gener de 2022, hi tenia un Elo de 2600 punts, cosa que en feia el jugador número 1 (en actiu) de Belarús. El seu màxim Elo va ser de 2667 punts, a la llista del novembre de 2011.

## Resultats destacats en competició
Va guanyar el campionat de Belarús el 2001 i el 2002, ambdues vegades a Minsk, la seva ciutat natal. El 2002, va compartir el primer lloc al torneig Challengers al Hastings Chess Congress.
Al Campionat Mundial d'Escacs Júnior de 2003 a Naxçıvan, hi va acabar en segon lloc, darrere de Xakhriar Mamediàrov. El 2006 va guanyar el cinquè Festival d'Escacs d'Istanbul. El 2009 va guanyar l'Open de Béthune. A la Copa del Món de la FIDE 2011 va guanyar contra Artiom Timoféiev a la primera ronda, després a la segona volta va perdre contra Vugar Gaixímov. El 2012, Azàrau va empatar al segon lloc i va acabar desè en el desempat al Campionat d'Europa individual amb una puntuació de 8/11 punts. Gràcies a aquest resultat es va classificar per jugar a la Copa del Món FIDE 2013. També el 2012, Azàrau va guanyar el tercer campionat anual de classe continental a Arlington, Virgínia, Estats Units, superant Sergey Erenburg als desempats. L'any següent, va participar en la Copa del Món; va ser eliminat a la primera ronda després de perdre davant Aleksei Dréiev en els tiebreaks. El març de 2014, Azàrau va empatar al primer lloc amb Axel Bachmann a l'Open de Cappelle-la-Grande, acabant segon al desempat. Més tard aquell any, a l'octubre, va empatar entre l'1 i el 5è amb Timur Gareev, Dávid Bérczes, Daniel Naroditsky i Sam Shankland al Millionaire Chess Open inaugural de Las Vegas.
Amb la selecció de Belarús va participar en el Campionat d'Europa d'escacs per equips els anys 2001 i 2003 i en cinc Olimpíades d'escacs entre 2000 i 2008. A nivell de clubs, va jugar la Copa d'Europa de Clubs el 2001 i el 2003-2007 amb el Vesnianka Minsk. Des del 2009 juga al club ucraïnès A DAN DZO & PGMB Luhansk. A Romania juga al Sah Club Hidrocon Bacău, a la República Txeca al BŠŠ Frýdek-Místek i a Eslovàquia al ŠK Caissa Čadca.